# Luftseilbahn Monte–Botanischer Garten

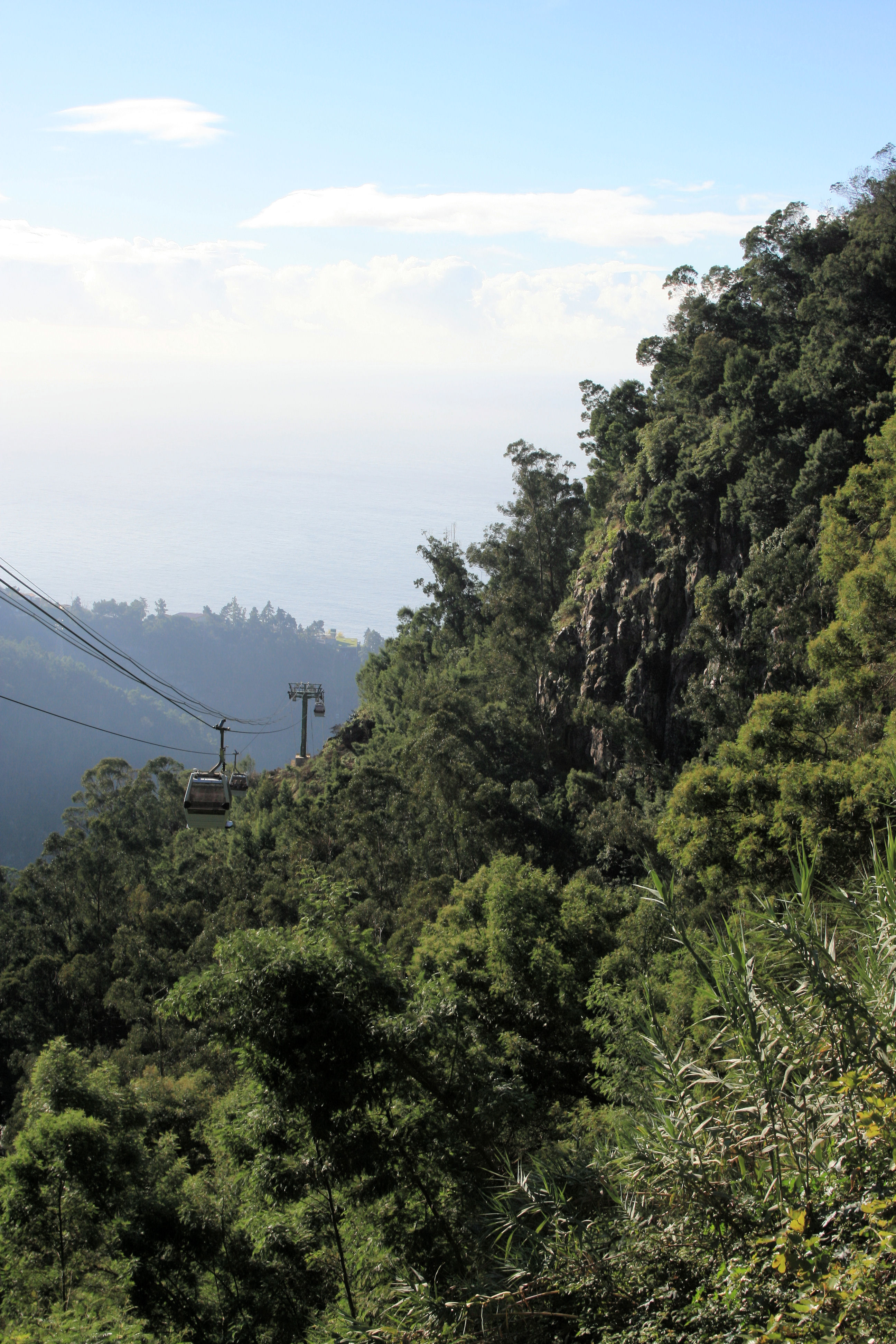
Auf der Talfahrt

Die Luftseilbahn Monte–Botanischer Garten (portugiesisch: Teleférico do Jardim Botânico) ist eine Luftseilbahn auf der Insel Madeira. Die 2005 gebaute Seilbahn führt vom Botanischen Garten über das Tal Vale da Ribeira de João Gomes zur Bergstation nach Monte. Sie erstreckt sich über 1603 Meter, entsprechend neun Minuten Fahrzeit, und erreicht eine Höhe von 220 Metern. Die Seilbahn hat zwölf Kabinen mit jeweils sechs Sitzplätzen. Aus technischer Sicht handelt es sich um eine Einseilumlaufbahn mit sieben Stützen.
Eine Fahrt ist auch als Rundreise mit Ausblick auf Funchal möglich. Es werden Kombitickets mit einem Besuch des Botanischen Gartens und einer Fahrt mit der Luftseilbahn Funchal–Monte angeboten.

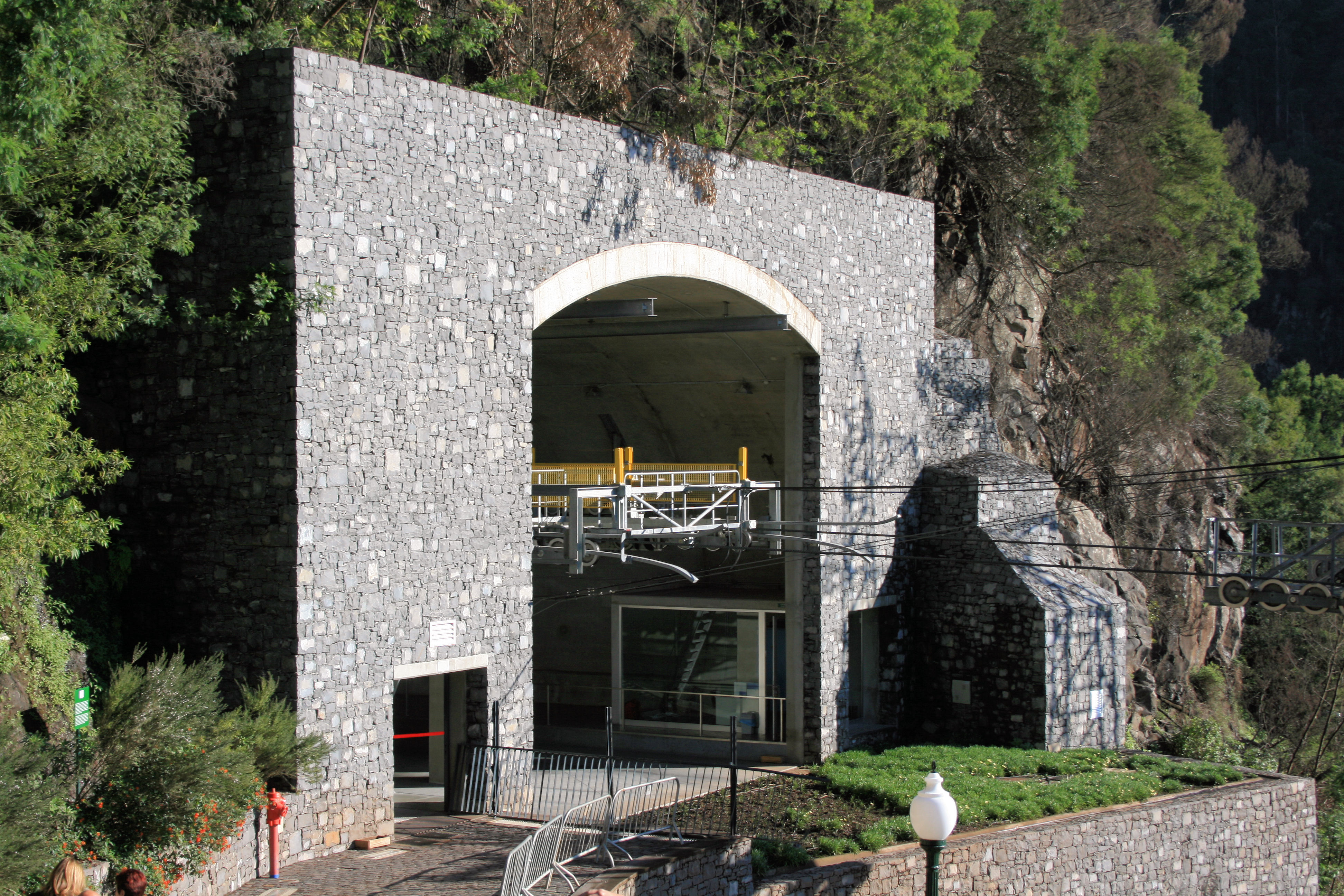
Die Bergstation
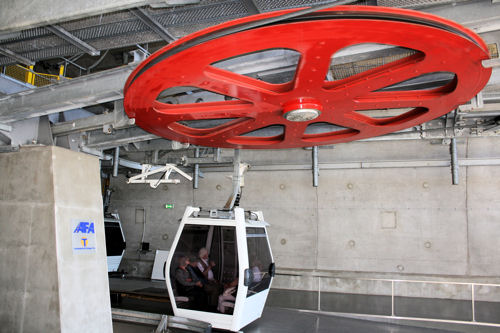
Die Kabinen
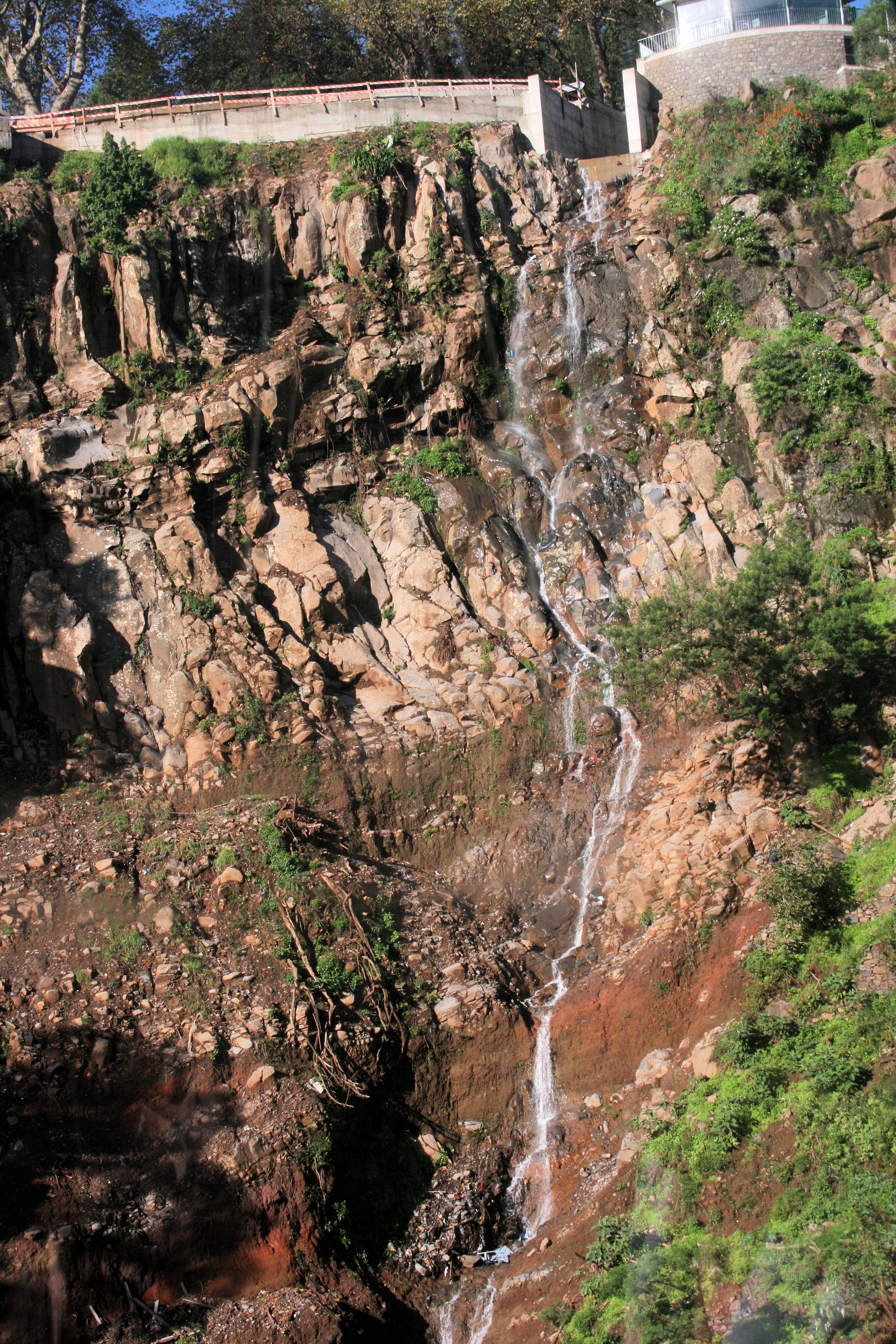
Einer der Wasserfälle am Schluchtrand
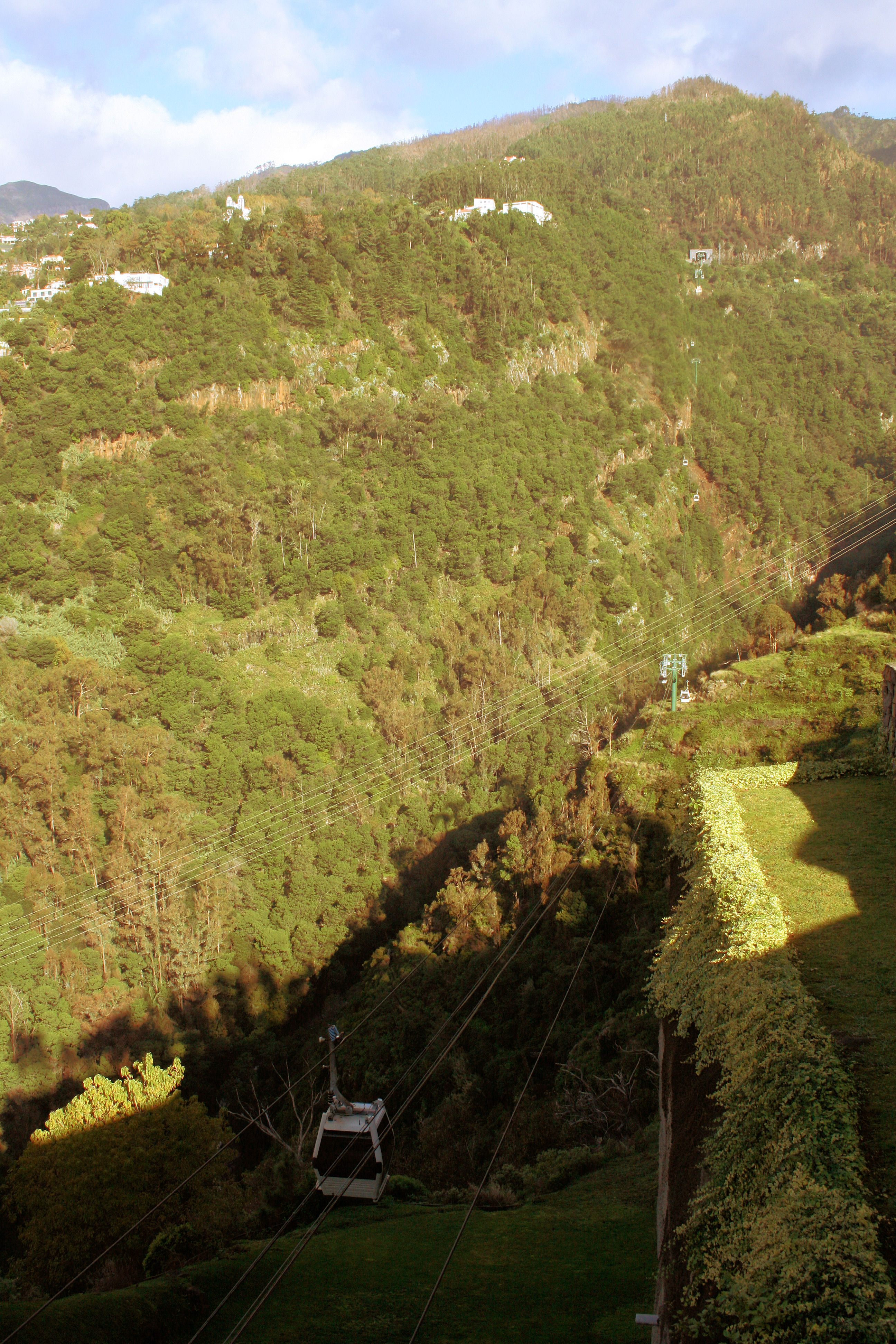
Blick von der Talstation